# John Berner
John Berner (Saint Louis, 14 februari 1991) is een Amerikaans voetballer die dienstdoet als doelman. Hij tekende in januari 2014 bij Colorado Rapids.

## Clubcarrière
Berner werd in de MLS SuperDraft 2014 als vijfendertigste gekozen door Colorado Rapids. Op 15 maart 2014 maakte hij tegen New York Red Bulls zijn debuut voor Colorado.